# Repræsentationsteori
Repræsentationsteori er en gren af matematikken, der studerer abstrakte algebraiske strukturer ved at repræsentere deres elementer som lineære transformationer af vektorrum. En repræsentation vil essentielt gøre abstrakte algebraiske objekter mere konkrete ved at beskrive elementerne som matricer og de algebraiske operationer i termer af matrixaddition og matrixmultiplikation. De algebraiske objekter, der lader sig repræsentere på denne vis, omfatter grupper, associative algebraer og Liealgebraer. Den mest omfattende teori (og den historisk første) er repræsentationsteorien for grupper, hvor gruppeelementerne er repræsenteret af invertible matricer, således at gruppeoperationen svarer til matrixmultiplikation.
Repræsentationsteori er et vigtigt værktøj, fordi det reducerer problemer i abstrakt algebra til problemer i lineær algebra, der i højere grad er velforstået. Ydermere kan vektorrummet hvorpå (for eksempel) gruppen er repræsenteret være uendeligdimensionalt, og ved at tillade dette tilfælde bliver det muligt at benytte metoder fra matematisk analyse i teorien for grupper. Repræsentationsteori er også vigtig i fysik, fordi det blandt andet givet en naturlig ramme til beskrivelsen af, hvordan et fysisk systems symmetrigruppe har indflydelse på løsninger af de ligninger, der beskriver systemet.
En slående egenskab ved repræsentationsteori er dets gennemgribende tag i matematikken. Der er to sider heraf. For det første er anvendelserne af repræsentationsteori mangeartede: Udover dets indflydelse på algebra, belyser og generaliserer repræsentationsteori Fourieranalyse via harmonisk analyse, det er dybt forbundet med geometri via invariantteori og Erlangenprogrammet, og det har haft dybtgående indflydelse i talteori via automorfe former og Langlandsprogrammet. For det andet er selve tilgangen til repræsentationsteori mangeartet. De samme objekter kan studeres med metoder fra forskellige områder som algebraisk geometri, moodulteori, analytisk talteori, differentialgeometri, operatorteori og topologi.